# Margarete Goldenbaum
Margarete Goldenbaum, geb. Margarete Olga Rosa Hertha Schultz (* 23. November 1906 in Schwerin; † 3. August 1973 in Neustrelitz) war eine deutsche Politikerin (KPD/SED) und Abgeordnete des Landtags von Mecklenburg(-Vorpommern).

## Leben
Nach dem Besuch der Mittelschule machte Margarete Schultz eine Ausbildung zur Putzmacherin und war eine Zeit lang im väterlichen Geschäft, einer Fischräucherei, tätig.
Seit 1923 war sie Mitglied der KPD. 1924/25 erhielt sie nach einem Urteil des Reichsgerichts wegen Vorbereitung zum Hochverrat eine Gefängnisstrafe.
1945 wurde sie Leiterin des Antifa-Kreis-Frauen-Ausschusses in Parchim. Sie war beteiligt an der Vereinigung von KPD und SPD zur SED in Mecklenburg. In der ersten Legislaturperiode von 1946 bis 1950 war sie Mitglied des Mecklenburgischen Landtages für die SED. Später war sie Mitglied der Bezirksparteikontrollkommission im Bezirk Neubrandenburg.
Margarete Goldenbaum war seit 1925 verheiratet mit dem Politiker Ernst Goldenbaum (1898–1990). Die Ehe wurde 1951 geschieden. Der DDR-Diplomat Klaus Goldenbaum (* 1928) ist ein Sohn des Paares.